# Georg Arnould

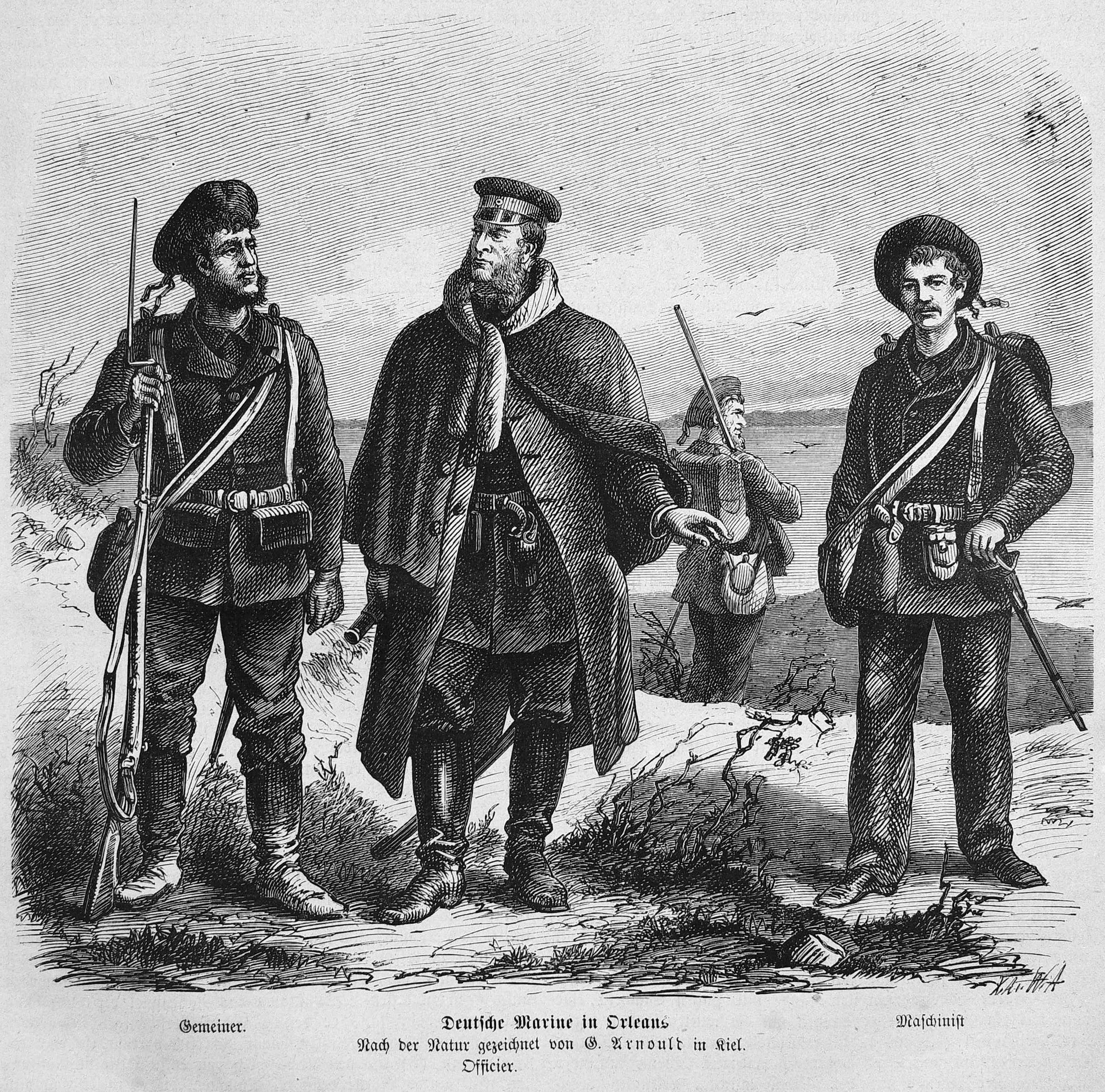
Deutsche Marine in Orleans, Illustration Arnoulds in der Zeitschrift Die Gartenlaube 1871

Georg Ludwig Wilhelm Arnould (* 6. Februar 1843 in Hamburg; † 13. August 1913 ebenda) war ein deutscher Marine- und Armeemaler sowie Illustrator.

## Leben
Arnould absolvierte vor 1861 ein Studium im Atelier von Wilhelm Camphausen in Düsseldorf. Anschließend wurde er im Atelier von Karl Theodor von Piloty in München weiter ausgebildet. Etwa um 1861 ging Arnould nach Paris. Dort wurde er ein Schüler von Gustave Doré. Nach 1861 sind auch Reisen durch Afrika und Indien nachweisbar. Ab 1887 war er in Hamburg vor allem als Illustrator für Zeitschriften und Firmen tätig. Er entwarf 1895 eine Serie von sechs Sammelbildern für Liebigs Fleischextrakt.